# Napiwon
Napiwon (Awstacy, Napiwie, Napiwoń, Napiwowie) – herb szlachecki.

Herb

## Opis herbu
W tarczy złotej srebrna głowa jelenia, pomiędzy rogami której, wilk barwy naturalnej (szarej). Hełm prętowy przodem z nagrodą turniejową zwieńczony koroną szlachecką z trzema fleuronami, dwiema perłami i pięcioma kamieniami na otoku. Klejnot pięć strusich piór. Labry złote podbite srebrnym.

## Najwcześniejsze wzmianki
Jeden z najstarszych herbów polskich, przysługujący m.in. Maćkowi Borkowicowi i jego potomkom. Herb ten miał nadać Bolesław Krzywousty rycerzowi, który przyprowadził mu żywego jelenia, złapanego fortelem. Według legendy herbowej książę oprócz herbu dał rycerzowi pewna sumę pieniędzy na piwo.
Właściwa nazwa prawdopodobnie brzmiała Napiwonie, i została przeinaczona przez Paprockiego. Herb znany głównie z dawnych pieczęci, stąd niepełne informacje o jego właściwych barwach.

## Herbowni
Borkowicz, Gostyński, Napiwoński, Nargiałło, Nargiałowicz, Nejman, Nogialło, Piwoni, Radzimski, Włoszakowski.